# جيني لي (بارونة آشريدج)
جانيت لي، أو البارونة لي من آشريدج (بالإنجليزية: Jennie Lee)‏، عضو المجلس الخاص للمملكة المتحدة، مدرّسة القانون، عضو الأكاديمية الملكية للفنون (ولدت 3 نوفمبر / تشرين الثاني عام 1904 وتوفيت 16 نوفمبر / تشرين الثاني عام 1988)، تعرف باسم جيني لي، وهي سياسية إسكتلندية. كانت عضوًا في البرلمان عن حزب العمال من انتخابات عام 1929 وحتى عام 1931 ثم من عام 1945 وحتى عام 1970.
لعبت دورًا رائدًا في تأسيس الجامعة المفتوحة بصفتها وزيرة الفنون في حكومة هارولد ويلسون بين عامي 1964 و1970 من خلال عملها المباشر معه لتأسيس مبدأ الوصول المفتوح: يجب أن يكون الالتحاق في الجامعة متاحًا للجميع بغض النظر عن المؤهلات التعليمية ولا يجب فرض أي شروط دخول رسمية.
تزوجت من السياسي في حزب العمال الويلزي أنورين بيفان منذ عام 1934 وحتى وفاته في عام 1960.

## بداية حياتها
ولدت في لوشجيلي في فايف لجيمس لي ويوفيميا جريج، والدها هو عامل مناجم شغل منصب ضابط إطفاء وسلامة، ومدير فندق بعد ذلك. كان لديها أخ أصغر هو تومي.
ورثت ميول والدها الاشتراكية، وانضمت إلى حزب العامل الإسكتلندي المستقل. كان جدها مايكل لي الذي ولد في عام 1850 لأبوين كاثوليكيين إيرلنديين صديقًا لكير هاردي، وهو وزير في اتحاد عمال المناجم ومؤسس اتحاد فايفشير. انضمت لاحقًا إلى حزب العمال البريطاني، وشغلت منصب نائب من 1929 إلى 1931 ومن 1945 إلى 1970.

## التعليم
حصلت لي على تعليمها في مدرسة بيث الثانوية وعملت في المدرسة في عامها الأخير. وافقت جمعية كارنيجي الخيرية ومجلس مقاطعة فايف وهيئة التعليم في فايف على دفع الرسوم الجامعية لها والتحقت في جامعة إدنبرة كمدرّسة للطلاب. حصلت في وقت لاحق على منحة لدراسة القانون.
انضمت في الجامعة إلى نادي العمل واتحاد نساء جامعة إدنبرة وهيئة تحرير جريدة الطلاب. كانت إحدى حملاتها الأولى انتخاب بيرتراند راسل مديرًا للجامعة. عملت بعد تخرجها في عام 1927 بدرجة ماجستير في الحقوق وشهادة تدريس كمدرسة في مدينة كودينبيث.

## فترتها الأولى في مجلس العموم
ترشحت لي عن حزب العمال لدائرة لاناركشاير الشمالية الانتخابية، وفازت في انتخابات 1929 الفرعية، لتصبح أصغر امرأة في مجلس العموم. لم تكن النساء دون سن الثلاثين قادرات على التصويت في وقت الانتخابات الفرعية. أعيد انتخابها في الانتخابات العامة التي تلت عام 1929.
دخلت على الفور في صراع مع قيادة حزب العمل في مجلس العموم في وستمنستر. وأصرت على تلقي الرعاية من روبرت سمايلي وصديقها القديم جيمس ماكستون لتقديمها إلى مجلس العموم. تعاونت لي أيضًا مع إلين ويلكنسون.
احتوى خطاب لي الأول هجومًا على مقترحات ميزانية ونستون تشرشل متهمةً إياه بـ «عدم القدرة والفساد وعدم الكفاءة» كانت حركاتها ملاءمة للمنصات الكبيرة أكثر مما كان متوقعًا من عضو شابة في البرلمان. اكتسبت لي سمعة برلمانية كسياسية يسارية، متحالفةً مع ماكستون وأعضاء آخرين في حزب العمال البريطاني. عارضت تمامًا قرار رامزي ماكدونالد بتشكيل حكومة ائتلافية وطنية، فقدت مقعدها في البرلمان في الانتخابات العامة التي أجريت عام 1931 أمام مرشح الحزب الاتحادي وليام أنستروثر جراي.

## خارج مجلس العموم
أقامت علاقة مع زميلها في البرلمان عن حزب العمال إدوارد فرانك وايز، وهو رجل متزوج أراد الطلاق من زوجه من أجل لي، لكنه لم يفعل ذلك في النهاية. توفي وايز في عام 1933 وتزوجت لي في العام التالي من النائب العمالي الويلزي اليساري أنورين بيفان، وعاشت معه حتى وفاته في عام 1960. وتشير سيرتها الذاتية إلى أنها قلّصت حجم حياتها المهنية إلى حد ما بعد الزواج، كان ذلك واضحًا خلال مسيرتها الخاصة لأنها كانت امرأة تحاول عيش حياة الرجال السياسية غير مثقلة بمسؤوليات الأسرة. وكانت تتلقى الدعم من قبل والدتها بشكل دائم. لم يكن لها أي مشاركة في الحركة النسائية ولم ترغب بوضع نفسها في الفروع النسائية داخل حزب العمل، وذكرت أنها صوتت بناءً على السياسة وليس على جنس المرشح معتقدةً أنّ المساواة بين الجنسين ستتحقق من إدخال اشتراكية حقيقية. ومع ذلك فقد أيدت النسوية وكان من المعروف عنها خروجها من حفلات العشاء إذا جرى انسحاب النساء إلى غرفة أخرى عندما توزيع الخمور.
حافظت لي على نشاطها السياسي على الرغم من كونها خارج مجلس العموم، إذ حاولت تأمين الدعم البريطاني لحكومة الجبهة الشعبية الإسبانية المهددة من قبل فرانثيسكو فرانكو في الحرب الأهلية الإسبانية. بقيت نشطة أيضًا داخل حزب العمال البريطاني ودعمته عند انفصاله عن حزب العمال، وهو قرار لم يلق موافقة زوجها. ترشحت في انتخابات لاناركشاير الشمالية العامة لعام 1935، وجاءت في المركز الثاني خلف أنستروثر جراي وسبقت مرشح حزب العمال. التقت لي بالمندوبين الجمهوريين الإسبان الذين حضروا لمناهضة العنصريين خلال مشاركتها في مؤتمر حزب العمال في إدنبرة عام 1936، تضمن ذلك لقاء مع إيزابيل دي فالنسيا التي تنحدر من أم اسكتلندية. ذهبت لي إلى إسبانيا في عام 1937 كصحفية حرب. سافرت في أراغون وبرشلونة مع جورج أورويل وحفيد روبرت سمايلي الشخص الذي رعاها في مجلس العموم، وحُوصروا جميعًا في بعض حوادث العنف. توفي الشاب بعد عام في سجن شيوعي. حضرت لي مسير شموع من المتطوعين في الكتيبة البريطانية من الألوية الدولية للمتطوعين في مودجار مع كليمنت أتلي وأعضاء آخرين في حزب العمل خلال الحرب.
لم تنجح مرة أخرى في سعيها لإعادة انتخابها كمرشحة مستقلة في انتخابات فرعية عام 1943 في بريستول سنترال، إذ هُزمت من قبل زوج المحافظ السيدة أبسلي بمعارضة حزب العمال. عملت أيضًا كصحفية في صحيفة ديلي ميرور.

## إعادة انتخابها
عادت لاحقًا إلى حزب العمال من حزب العمال المستقل، وانتخبت في الانتخابات العامة لعام 1945 مرة أخرى لعضوية مجلس العموم، هذه المرة لتمثيل دائرة كانوك الانتخابية في ستافوردشاير. بقيت مقتنعة بالفكر اليساري، مما جعلها تتعارض مع زوجها الذي كانت تتفق معه سياسيًا في العادة. انتقدت لي بيفان لدعمه حصول المملكة المتحدة على رادع نووي، إذ رفضت هذا الأمر.
تم تعيينها كأول وزيرة للفنون في حكومة هارولد ويلسون عام 1964، ولعبت دورًا رئيسيًا في تشكيل الجامعة المفتوحة، ما وصفه ويلسون بأنه أعظم إنجاز للحكومة.

## دورها في تأسيس الجامعة المفتوحة
كان من المفترض أن تكون جامعة بالمراسلة للأشخاص الذين حُرموا من فرصة الدراسة. كتبت لي ورقة بيضاء في عام 1966 حددت من خلالها خطط الجامعة، والتي من شأنها أن تقدم دورات عن طريق المراسلة والبث في وسائل الإعلام التعليمية. أيد رئيس الوزراء هارولد ويلسون ذلك بحماس لأنه تصوّر الجامعة المفتوحة كعلامة رئيسية في التزام حزب العمال بتطوير المجتمع البريطاني. وأعرب عن اعتقاده أنها ستساعد في بناء اقتصاد أكثر تنافسية مع تعزيز المساواة في الفرص. كان من المفترض أيضًا أن يربط الاستخدام المتاح للتلفزيون والإذاعة من خلال بث دورات الجامعة المفتوحة بالثورة التكنولوجية الجارية، والتي اعتبرها ويلسون شيئًا رئيسيًا في مخططات التحديث. ومع ذلك واجهت لي منذ البداية شكوكًا واسعة النطاق وحتى معارضة من داخل وخارج حزب العمال ضمّت كبار المسؤولين في وزارة الشؤون الخارجية ورئيس إدارتها أنتوني كروسلاند، ووزارة المالية وزملائها الوزاريين مثل ريتشارد كروسمان، والإذاعات التجارية. أُنجزت الجامعة المفتوحة بسبب تصميم لي الثابت ومثابرتها خلال الفترة بين عامي 1965 و1967، والدعم الثابت من ويلسون، وحقيقة أنّ التكاليف المتوقعة بدت زهيدة جدًا. وبحلول الوقت الذي أصبحت فيه التكاليف الفعلية أعلى بكثير من التكاليف المتوقعة، فقد فات الأوان لإلغاء الجامعة المفتوحة الناشئة.

## روابط خارجية
- جيني لي (بارونة آشريدج) على موقع الموسوعة البريطانية (الإنجليزية)
- جيني لي (بارونة آشريدج) على موقع مونزينجر (الألمانية)